# Fekete-Afrika

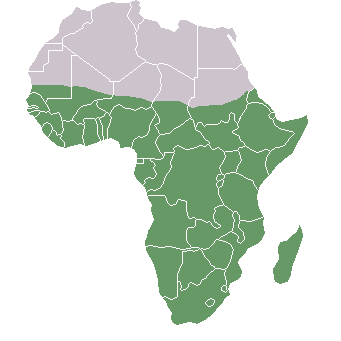
Fekete-Afrika zölddel jelölve Afrika térképén

Fekete-Afrika vagy Szubszaharai Afrika az afrikai kontinensnek az a része, amely a Szahara sivatagtól délre esik. 
Területe mintegy 24,3 millió km² (egész Afrikáé 30,222 millió km²). 2006-os adatok szerint Szubszaharai Afrika népessége 770 millió volt. (2050-re az ENSZ majdnem 1,5 milliárdos népességet jósol). A Föld legszegényebb régiója.
A szaharai övezet elsivatagosodása és csaknem teljesen lakhatatlanná válása mintegy négyezer évvel ezelőtt választotta el egymástól a Szaharától északra, illetve délre fekvő lakható régiókat. Így a Szaharától délre eső szubszahari területek lakossága a világ többi részétől viszonylag elkülönülve fejlődött tovább (kivéve a Nílus felső folyásának völgyét). Szubszaharai Afrika helyett néha az Egyenlítői Afrika nevet is használják, szoros értelemben azonban ez utóbbi szűkebb fogalom, hiszen Dél-Afrika nem értendő bele.

## Elnevezések és kritikájuk
A Fekete-Afrika név a 19. században terjedt el az övezetre a nyugati világban, utalásul az itt élő népcsoportok bőrszínére, illetve arra is, hogy csak részben volt ismert a nyugatiak számára („fekete”, „homályos” terület). A Szubszaharai Afrika név azt jelenti, hogy a Szahara „alatti”, vagyis attól délre fekvő terület (a latin sub = „alatt” szóból). 
A Fekete-Afrika, Szubszaharai Afrika, Egyenlítői Afrika elnevezések egyaránt ellenérzéseket szülnek. Tiltakozott ellenük például Owen 'Alik Shahadah író és filmrendező, aki a gyarmatosítás viszonyai közt gyökeredző, rasszista eredetű találmánynak nevezte őket. „…Ez a homokhatár ezen képzelt lokáció aljába helyezi az afrikaiakat, amely azonban nem létezik, sem nyelvészetileg, sem etnikailag, politikailag, sem fizikailag. Szomália és Dzsibuti ugyanannak a politikai iszlám sornak a részei, mint az úgynevezett arab országok közül sok” - írta.
A kifogások ellenére e nevek használatban maradtak. Tény, hogy Észak-Afrikát 90%-ban világosabb bőrű berber-arab-egyiptomi népesség lakja, akiket néha közösen a kaukázusi rasszhoz sorolnak, miközben a Szaharától délre eső afrikai területeken 90%-ban fekete bőrű a népesség. E különbség érzetéhez hozzájárul, hogy a Szahara szinte lakatlan területei földrajzi választóövezetet képeznek. 
Kulturális kapcsolataik és fekvésük miatt Szudánt és Mauritániát Észak-Afrikához és Fekete-Afrikához is szokták sorolni.

## Fekete-Afrika országai
A régióhoz 42 ország tartozik, köztük hat szigetország. Ezek a következők:

### Közép-Afrika
- Kongói Demokratikus Köztársaság
- Kongói Köztársaság
- Közép-afrikai Köztársaság
- Ruanda
- Burundi

### Kelet-Afrika
- Szudán
- Kenya
- Tanzánia
- Uganda
- Dzsibuti
- Eritrea
- Etiópia
- Szomália (benne Szomáliföld)

### Dél-Afrika
- Angola
- Botswana
- Lesotho
- Malawi
- Mozambik
- Namíbia
- Dél-afrikai Köztársaság
- Szváziföld
- Zambia
- Zimbabwe

### Nyugat-Afrika
- Benin
- Burkina Faso
- Kamerun
- Csád
- Elefántcsontpart
- Egyenlítői Guinea
- Gabon
- Gambia
- Ghána
- Guinea
- Bissau-Guinea
- Libéria
- Mali
- Mauritánia
- Niger
- Nigéria
- Sao Tome és Principe
- Szenegál
- Sierra Leone
- Togo

### Szigetországok
- Zöld-foki Köztársaság (Nyugat-Afrika)
- Comore-szigetek (Dél-Afrika)
- Madagaszkár (Dél-Afrika)
- Mauritius (Dél-Afrika)
- São Tomé és Príncipe (Nyugat-Afrika)
- Seychelle-szigetek (Kelet-Afrika)

### Területek
- Mayotte (Franciaország)
- Réunion (Franciaország)
- Szokotra (Jemen)
- Szent Ilona és Ascension (Egyesült Királyság)